# Dietro un grande amore - 50 anni di musica
Dietro un grande amore - 50 anni di musica è una raccolta di Orietta Berti pubblicata il 20 novembre 2015 su etichetta discografica Gapp Music.
L'album è composto da cinque CD, i primi quattro ripercorrono la carriera di Orietta Berti suddivisa “4 atti” dal 1965 al 2014, mentre il quinto album è composto da registrazioni inedite arrangiate e curate dal maestro Enzo Campagnoli con la Musicanima Symphony Orchestra. Contiene inoltre il singolo Dietro un grande amore scritto da Paolo Limiti e Giovanna Nocetti, accompagnato da un videoclip diretto da Leandro Manuel Emede e Nicolò Cerioni.

## Tracce
CD 1 - Primo Atto (1965 - 1984)
1. Tu sei quello (Anelli, Beretta)
2. L'altalena (Conti, Pace, Argenio, Panzeri)
3. Io ti darò di più (Testa, Remigi)
4. Non illuderti mai (Pace, Pilat, Panzeri)
5. Solo tu (F. Monti Arduini)
6. Alla fine della strada (Pace, Pilat, Panzeri)
7. Quando l'amore diventa poesia (Mogol, Soffici)
8. Il ritmo della pioggia (Conti, Pace, Panzeri)
9. Noi due insieme (Cazzulani, Trimarchi)
10. Voglio dirti grazie (Anelli, Beretta, Del Prete)
11. Stasera ti dico no (Conti, Pace)
12. Tipitipitì (Pace, Pilat, Panzeri)
13. Ancora un po' con sentimento (Cazzulani, Pace)
14. Fin che la barca va (Pace, Pilat, Panzeri)
15. Tu che non sorridi mai (Terzi, Sili)
16. Via dei ciclamini (Conti, Pace, Argenio, Panzeri)
17. Osvaldo tango (Cazzulani, Pace, Panzeri)
18. Io, tu e le rose (Brinniti, Pace, Panzeri)
19. Dove non so (Tema di Lara) (G.Calabrese, Jarre, Webster)
20. Eppure ti amo (Conti, Pace, Panzeri)
21. Se m'innamoro di un ragazzo come te (Pace, Panzeri, Savio)
22. Occhi rossi (Conti, Pace, Pilat, Panzeri)
23. Una bambola blu (Pace, Pilat, Panzeri)
24. Quando la prima stella (Colonnello, Pallavicini)
25. La nostalgia (Mancino, Savino)

CD 2 - Secondo Atto (1984 - 1999)
1. Pensami (G. Belfiore, Grever)
2. Come prima (S. Taccani, M. Panzeri, E. Di Paola)
3. Nessuno al mondo (No arms can ever hold you) (Grafer, Nebb, Gioia, Rastelli)
4. La notte è fatta per amare (Another day another heartache) (F. Migliacci, H. Greenfield, N. Sedaka)
5. Se stasera sono qui (Tenco, Mogol)
6. Io che amo solo te (S. Endrigo)
7. Dimmi (Balsamo)
8. Siamo così (Malgioglio, Balsamo)
9. Futuro (Raggi, Balsamo)
10. Senza te (Raggi, Balsamo)
11. Parla con me (Balsamo)
12. Quando cammini tu (Raggi, Balsamo)
13. Io come donna (Raggi, Balsamo)
14. Al buio si sta bene (Raggi, Balsamo)
15. Non ti lascerò (Raggi, Balsamo)
16. Tarantelle (Raggi, Balsamo, M. Reitano)
17. Attimi di musica (Raggi, Balsamo)
18. Da un'eternità (Castellari, Malgioglio, Molco)
19. Semplici (G. Panceri, R. Rossi)
20. Per questo grande ed infinito amore (E. Riccardi)

CD 3 - Terzo Atto (1999 - 2006)
1. Incompatibili ma indivisibili (Salvatore, Bigazzi)
2. Non ci sarò (Isola, G. Calabrese)
3. Grande, grande, grande (A. Testa, T. Renis)
4. Il nostro concerto (G. Calabrese , U. Bindi)
5. Dominique (Etrusco, Soeur Sourire)
6. Se stiamo insieme (Mogol, Cocciante)
7. Se il mio canto sei tu (Cantarelli, Bladi)
8. L'ultima occasione (Climax, Del Monaco)
9. Insieme (Battisti, Mogol)
10. Se telefonando (Morricone, De Chiara, Costanzo)
11. Historia de un amor (Biri, Almaran)
12. E poi verrà l'autunno (Amurri, Pisano)
13. Un colpo al cuore (Bigazzi, Capuano)
14. La musica è finita (Califano, Bindi)
15. La voce del silenzio (Limiti, Mogol, Isola)
16. Canzone per te (S. Bardotti, S. Endrigo)
17. Non ti scorderò (Beretta, Simoni, Bindi)
18. Aquellos ojos verdes (A. Utrera, N. Menendez)
19. Frenesi (A. Dominguez, L. Withcup)
20. Besame mucho (C. Velazquez)
21. Quien serà (P. Beltràn Ruiz)

CD 4 - Quarto Atto (2006 - 2014)
1. Amado mio (D. Fisher)
2. Fantastico (J. Keller, N. Sherman)
3. Quizas, quizas, quizas (J. Davis, O. Farres)
4. Cosita Linda (L. Bermudez, P. Galan)
5. Tres palabras (D. Farres)
6. Amor, amor, amor (G. Ruiz, R. Lopez Mendez)
7. Sabor a mi (A. Carrillo)
8. Cachito (C. Velazquez)
9. Acercate màs (O. Farres)
10. Feelings (M. Albert)
11. Amore fermati (B. Zapponi, G. Kramer, I. Terzoli)
12. Estate (Odio l'estate) (B. Brighetti, B. Martino)
13. Tu vuo' fa' l'americano (Nisa, R. Carosone)
14. Colpevole (A. Vaschetti, G. Fasano, G. Grottoli)
15. Preludio (S. Comini)
16. E la chiamano estate (B. Martino, F. Califano, Zanin)
17. Mambo italiano (B. Merril, R. Carosone)
18. Amami per sempre (A. Grezio, M. Ranavro, P. Palma)
19. More (Ti guarderò nel cuore) (M. Ciorciolini, N. Oliviero, R. Ortolani)
20. Tu si' 'na cosa grande (D. Modugno, R. Gigli)
21. 'O Sarracino (Nisa, R. Carosone)
22. Perfidia (A. Dominguez Borras)
23. Un anno d'amore (A. Testa, Mogol, N. Ferrer)
24. Arrivederci (G. Calabrese, U. Bindi)

CD 5 - Dietro un grande amore
1. Dietro un grande amore (P. Limiti, G. Nocetti)
2. Nun è peccato (C. A. Rossi, U. Calise)
3. 'Na sera 'e maggio (E. Pisano, G. Cioffi)
4. Io potrei (F. Monti Arduini, G. Pittoni, T. Russo)
5. Torero (Nisa, R. Carosone)
6. T'aspetto 'e nove (E. Bonagura, R. Carosone)
7. Dietro un grande amore (Version II) (P. Limiti, G. Nocetti)
8. Dicitencello vuje (E. Fusco, R. Falvo)
9. Luna rossa (A. Viscione, V. De Crescenzo)
10. Intentalo encontrar (J. L. Monton, M. Martin)
11. Guaglione (G. Fanciulli, Nisa)
12. Anema e core (S. D'Esposito, T. Manlio)
13. Se non avessi più te (B. Zambrini, F. Migliacci, L. Enriquez)
14. Scapricciatiello (F. Albano, P. Vento)
15. 'O surdato 'nnammurato (A. Califano, E. Cannio)
16. Vita della vita mia (A. Lucarelli, L. Beretta)
17. Qué se esconde detràs (Dietro un grande amore - Spanish Version I) (P. Limiti, G. Nocetti)
18. Qué se esconde detràs (Dietro un grande amore - Spanish Version I) (P. Limiti, G. Nocetti)
19. Io potrei (Version II) (F. Monti Arduini, G. Pittoni, T. Russo)